# Sorfert Algérie
 (août 2025).
Sorfert Algérie est une entreprise chimique algérienne, spécialisée dans la production d'ammoniac et d'urée. Sorfert Algérie est l'un des plus importants producteurs d'engrais azotés en Afrique du Nord avec 5 % de la production mondiale.

## Histoire
Sorfert Algérie est fondée en 2013, d’un partenariat entre OCI NV, actionnaire de 51 % et Sonatrach de 49 %. La construction du complexe pétrochimique est  attribuée à OCI et Thyssenkrupp Industrial Solutions (TKIS) pour 1,6 milliard de dollars.

## Activités
Le complexe pétrochimique de Sorfert Algérie est composé de deux unités d'ammoniac d'une capacité de 2 200 TM/jour chacune, d'une unité de production d'urée en granulée d'une capacité de 3 450 TM/J.
Sorfert Algérie exporte 95 % de sa production en urée et 100 % en ammoniac.